# 特里斯基
49°48′52″N 26°47′25″E / 49.81444°N 26.79028°E
特里斯基（烏克蘭語：Тріски）是位於烏克蘭西部的村莊，由赫梅利尼茨基州裡赫梅利尼茨基區的安東尼尼市鎮負責管轄。該村面積0.53平方公里，海拔高度289米，2001年人口152，人口密度每平方公里284.6人。